# Rodaan Al Galidi
Rodaan Al Galidi (1971) è un poeta e scrittore olandese.

## Biografia
Ha studiato ingegneria in Iraq, paese da cui è fuggito nel 1992. Nel 1998 è approdato nei Paesi Bassi, che però hanno respinto la sua richiesta d'asilo. Si è quindi trasferito nelle Fiandre, dove ha iniziato a scrivere in olandese, e nel 2007 ha usufruito del condono con cui il governo dell'Aja ha regolarizzato migliaia di migranti. Nel 2011, ha vinto il Premio letterario dell'Unione europea per il libro L'autistico e il piccione viaggiatore (De autist en de postduif).

## Opere
In Italia sono stati pubblicati:
- Rodaan Al Galidi, L'autistico e il piccione viaggiatore (De autist en de postduif), traduzione di Stefano Musilli, collana Altriarabi migrante (n. 2), Editrice il Sirente, Fagnano Alto, 2016,  pp. 144 pp, ISBN 978-88-87847-51-2.

### Prosa
- Dagboek van een ezel. Columns. Amsterdam, De Arbeiderspers, 2002.
- Blanke Nederlanders doen dat wél. Columns. Amsterdam, De Arbeiderspers, 2004.
- Mijn opa, de president en de andere dieren. Roman. Amsterdam, De Arbeiderspers, 2004.
- Maanlichtmoerassen: roman voor eeuwige kinderen tussen 10 en 100. Roman. Amsterdam/Antwerpen, Meulenhoff/Manteau, 2006. (Genomineerd voor de Gouden Doerian).
- Ik ben er nog. Columns. Groningen, Passage, 2006.
- Dorstige rivier. Roman. Amsterdam/Antwerpen, Meulenhoff/Manteau, 2008. (Verschenen onder de auteursnaam Rodaan.) (Ook vertaald in het Engels onder de naam Thirsty river).
- De autist en de postduif. Roman. Amsterdam/Antwerpen, Meulenhoff/Manteau, 2009.
- Hoe ik talent voor het leven kreeg. Roman. Amersfoort/Amsterdam, De Vrije Uitgevers/Uitgeverij Jurgen Maas, 2016.

### Poesia
- Voor de nachtegaal in het ei Leeuwarden, Bornmeer, 2000.
- De fiets, de vrouw en de liefde. Gedichten. Amsterdam, De Arbeiderspers, 2002.
- De herfst van Zorro Amsterdam/Antwerpen, Meulenhoff/Manteau, 2006. (Genomineerd voor de VSB Poëzieprijs 2007).
- De laatste slaaf. Biografie van een terugkeer. Amsterdam/Antwerpen, Meulenhoff/Manteau, 2008.
- Digitale hemelvaart Amsterdam, Meulenhoff, 2009.
- De maat van de eenzaamheid Antwerpen, De Bezige Bij, 2012.
- 'Liever niet', antwoordt de liefde. Antwerpen, De Bezige Bij, 2013.
- Koelkastlicht Uitgeverij Jurgen Maas, 2016.

## Premi
- El Hizrja-literatuurprijs (2000)
- Essayprijs della Phenix Foundation (2001)
- Premio letterario dell'Unione europea (2011)